# Malmö Porslinsfabrik
Malmö Porslinsfabriksaktiebolag var en kortlivad porslinsfabrik i Malmö. 

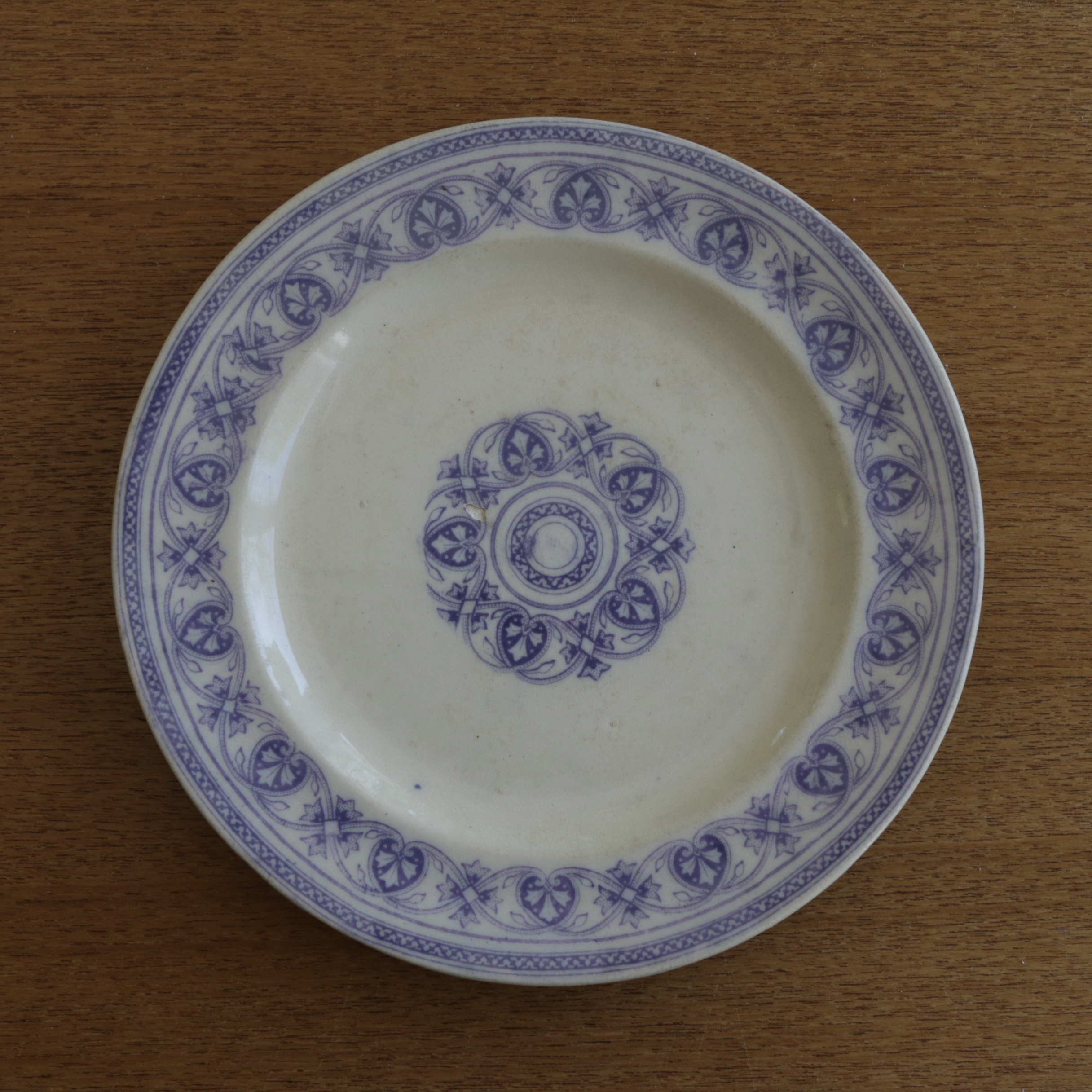
Tallrik från Malmö Porslinsfabrik

Bolaget bildades hösten 1872 av Sten Lewenhaupt, Frans Henrik Kockum d.y., Carl Axel Skarstedt, Anders Caspar Holm och Johan Lindh. Holm, som troligen var initiativtagare till projektet, blev bolagets direktör, medan Ludvig Hammar blev föreståndare. Fabrikstomten, som var belägen i Östra Förstaden och omgavs av Exercisgatan, Malmgatan och Porslinsgatan inköptes 28 mars 1873, och 12 maj erhöll man lagfart för att påbörja fabrikbyggnationen. Ritningar i byggnadsnämndens arkiv är daterade maj, juli och september 1873, och produktionen kom troligen igång först 1874. 
Vid starten hade man 84 arbetare, och 1875 hade arbetarstaben ökat till 127 personer. Fabriken tillverkade diverse hushållsporslin i flintgods och som stämpel användes Malmö stadsvapen. Framgångarna uteblev dock och fabriken försattes i konkurs redan 1876. Porslinsföremål från fabriken betraktas som stora rariteter, men omkring 200 av dessa finns Malmö museum och Kulturen i Lund. 
Porslinsgatan fick 1877 sitt namn efter den då nedlagda fabriken.
Fabriken stod efter konkursen länge kvar, ännu 1881 hade varken byggnaderna eller redskapen tagit i bruk för annan verksamhet. När Joseph Swensson 1898 fick lagfart på byggnaden fanns ännu halvfärdigt porslin kvar i ungar, och delar av varulagret ännu orört. Under 1900-talet revs byggnaderna en efter en, porslinsfabrikens magasinsbyggnad fanns kvar fram till hösten 1977 då även den revs.